# 天皇特例会見

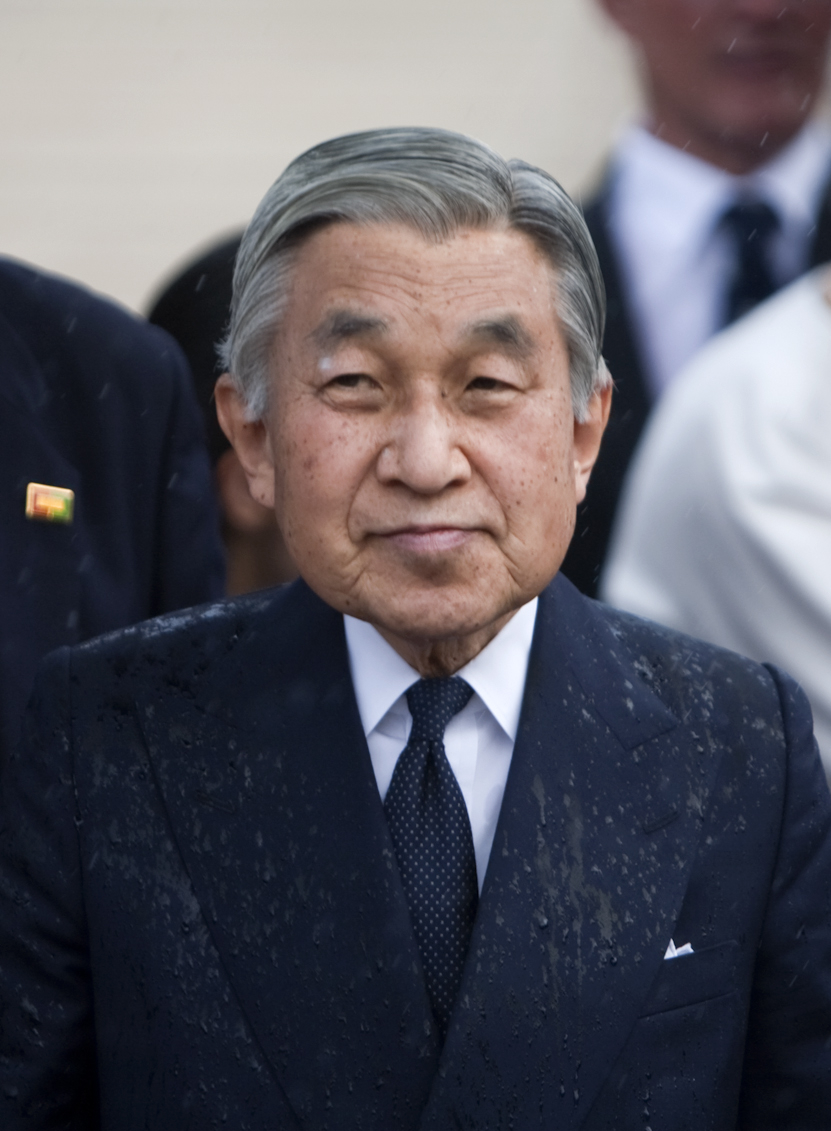
2009年当時の天皇明仁

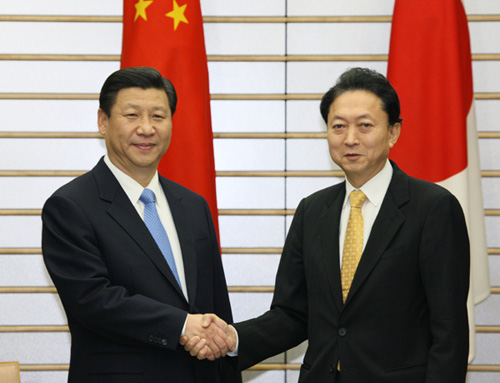
中華人民共和国副主席・習近平と内閣総理大臣・鳩山由紀夫（いずれも2009年当時）

天皇特例会見（てんのうとくれいかいけん）では、2009年12月15日に、日本の天皇であった明仁が、中国国家副主席（中国共産党序列6位・党中央政治局常務委員兼中央書記処書記）の習近平と会見したことと、それによって生じたとされる各種問題について述べる。それ以外にあったタイ王国上院議長への引見は後述する。
なお副主席との会見は通例「引見」と呼ばれる宮中公務であり、外国元首・王族との「会見」ではない。また、会見・引見は天皇の国事行為ではなく公的行為であるとされる（天皇の公的行為）。

## 論点
天皇の行う行為については、憲法上の規定がある国事行為やそれ以外の準国事行為ないし公的行為などがあり、国会開会式におけるおことばの朗読などが公的行為に挙げられる。海外要人の接遇は憲法上に規定された国事行為ではなく公的行為に相当する。天皇の公的行為を容認するか制限するかについては憲法学上の議論があり、容認する立場については、「天皇の行為が無限定に広がってゆく恐れがあり、国事行為以外の天皇の行為について内閣の統制の下に置こうとする意図から出ているものであっても、現在では、天皇が独走する危険性よりも、内閣が天皇を政治的に利用する危険性の方が高い」との意見がある。本件「特例会見」においては内閣による政治的利用に該当するかどうか、公的行為の性質についてが主な論点となった。

## 特例会見発表までの経緯
中国政府は1978年に訪日した鄧小平副首相、1992年に訪日した中国共産党中央委員会総書記江沢民、1998年に訪日した国家副主席胡錦濤（第4代党総書記・第6代国家主席）は天皇と会見していたことから、習国家副主席の訪日に際しても同様の会見を求めていた。日本の外務省は中国政府に対して早く申請を行うよう促したが、1ヶ月前までに申請する慣例にはならわなかった（後述）。中国側の報道には「日本の外務省から宮内庁への申請が遅れた」とするものもある。
日程調整は水面下で行われていたが、12月11日に羽毛田宮内庁長官が経緯について記者会見で公にしたことから注目され、同14日に小沢民主党幹事長が同長官の対応を批判したことからメディアで大きく取上げられはじめた。
なお、1ヶ月ルールに抵触する願い出案件に付いては儀典総括官から式部官へ可及的速やかに打電するようにとの通達を宮内庁は平成16年2月3日(2004年)(後述)に行っている。
- 2009年初頭、中国側から外務省へ中国側から日中間のハイレベル交流の一環として「国家指導者」の来日を打診されていた[17][18]。
- 2009年10月下旬、来日するのは次期党総書記・最高指導者に内定している国家副主席であり天皇陛下との会見を希望と外務省へ打診、外務省は1ヶ月ルールを中国側に説明し早急な日程確定を要請するが中国側は12月の中央経済工作会議の日程が決まらないとわからないと返答[17][18]。
- 2009年11月19日、楊潔篪中国外相の随行者が、習氏の12月中旬頃の訪日を内報し、外務省が宮内庁に会見を要請した[17]。
- 2009年11月20日、中国外相楊潔篪が小沢一郎民主党幹事長に国会議事堂内で国家副主席の訪日成功のための協力を求める[19]。楊潔篪外相と鳩山由紀夫首相が首相官邸で会談[19]。
- 2009年11月23日、中国側が習国家副主席の訪日日程を正式に伝達してきた[17]。
- 2009年11月26日、外務省が宮内庁に天皇と習国家副主席の会見を打診[11][19]。
- 2009年11月27日、宮内庁は「1ヶ月ルール」に照らして応じることはできないと返答する[19]。
- 2009年11月30日、外務省が鳩山由紀夫首相と平野博文内閣官房長官に「会見は不可能」と伝える[20]。日本政府は中国政府に天皇の健康状態を理由として会見を断る[20][21]。
- 2009年12月4日、小沢民主党幹事長と鳩山首相が首相官邸で会談[19]。
- 2009年12月7日、鳩山首相が平野博文内閣官房長官に「何とかできないか、非常に重要なんだけど」と指示[19]。平野内閣官房長官は、羽毛田信吾宮内庁長官に電話で、「日中関係の重要性に鑑み、是非お願いする」と指示したが、羽毛田宮内庁長官は「政府内で重視されてきたルールであり、尊重して欲しい」と抗弁する[19][21][22]。宮内庁は首相官邸に「陛下の健康状態が万全ではない」と説明する[23]。平野博文内閣官房長官の指示を受けて、12月7日前後に外務省の垂秀夫中国・モンゴル課長が中曽根康弘元首相を訪問して「30日ルール」を説明すると中曽根は「了解した」と応えた[20][24]。
- 2009年12月8日、小沢民主党幹事長が鳩山首相に「会見はやらないとだめだ」「何をやっとるのか」「ゴチャゴチャやっとらんで早くせい」と電話で伝える[25][26]。
- 2009年12月9日、日本政府は「陛下のご健康がすぐれず、会見に応じるのは難しい」との認識を強調して中国政府に断念するよう説得[27]。中国側も「陛下のご健康に配慮し会見を見送るなら、やむを得ない」と要請を受け入れた[28]が、小沢民主党幹事長は平野内閣官房長官に電話で「しっかりやってほしい」と要請を行った[28]。
- 2009年12月10日、小沢訪中団（民主党国会議員143名、随行員・一般参加者など483名）、北京へ出発[29]。平野内閣官房長官が羽毛田宮内庁長官に電話で、「君のいうのもわかるけど、日中関係は重要だから。これは内閣としてのお願いだ」と指示[19][21][22]。胡錦濤国家主席と小沢民主党幹事長が人民大会堂で会談する[29]。
- 2009年12月11日、日本政府は天皇が習国家副主席と12月15日に会見を行うことを発表[21]。中国外務省は日本側の日程調整に感謝する旨の談話を発表する[19]。
- 2009年12月15日、天皇と習国家副主席の会見が行われた[30][31]。

### 宮内庁長官の記者発表
2009年12月11日、羽毛田宮内庁長官は記者会見で、「政治的利用じゃないかといわれれば、そうかなという気もする」「現憲法下の天皇のお務めのあり方や役割といった基本的なことがらにかかわることだ」「国の間に懸案があったら陛下を打開役にということになったら、憲法上の陛下のありようから大きく狂ってしまう」「政治的重要性などに関わらず、平等に外国と向き合うのが陛下のなさり方」「心苦しい思いで陛下にお願いした。こういったことは二度とあってはほしくないというのが私の切なる願いだ」となどと表明した。

### 天皇の過去の発言
- 「天皇の公務はある基準に基づき、公平に行われることが大切である」[11][32]

## 特例会見発表後

### 鳩山内閣の対応

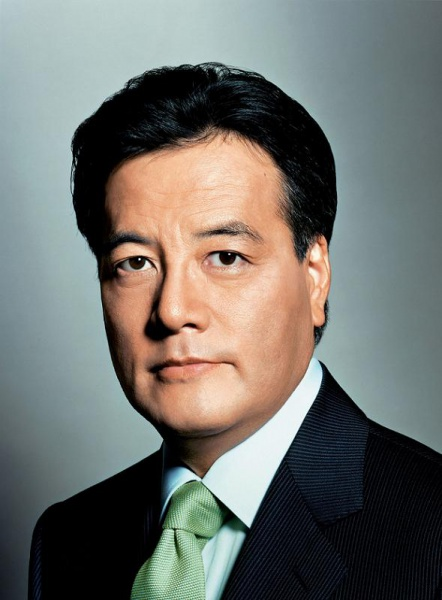
岡田克也外相

- 2009年12月14日、タバレ・バスケスウルグアイ大統領が訪日しているが、岡田克也外務大臣の決定により首相官邸周辺や霞ヶ関の街頭では中国国旗と日本国旗だけが掲揚された（外国要人来日の際の国旗掲揚は原則、来日が閣議案件で決定・了解される国賓や公賓の場合のみ）[2][33]。
- 2009年12月14日、鳩山首相は、「杓子（しゃくし）定規に考えるより、本当に大事な方であれば、天皇陛下のお体が一番だが、そのなかで許す限りお会いになっていただく。それは日中関係をさらに未来的に発展させるために大変大きな意味がある。判断は間違ってなかった」と述べる[21][34]。平野内閣官房長官は「政治利用では全くない」と述べる[21]。
- 2009年12月15日、鳩山首相は、「中国の副主席がおいでいただき、日本で活動されている最中にこういう状況になったことは大変残念だ。国民挙げて、将来のリーダーになれる可能性の高い方をもっと喜びの中でお迎えをすべきだ」と述べた[35]。
- 2009年12月15日、前原誠司国土交通大臣は、「元首相、自民党の方から要請が首相官邸に届いたということで、我々がルールを曲げたということではないと聞いている」と述べた[36]（発言についての調査は自由民主党の対応を参照）。
- 2009年12月15日、亀井静香金融担当大臣（国民新党党首）は、閣議後の記者会見で、「習氏は次の主席だから、お会いするのは当たり前。政治的かどうかというのは役人が判断する立場ではない。そもそも政治的利用に当たるのか」と羽毛田宮内庁長官の言動に疑問を呈した[31][37]。菅直人副総理兼国家戦略担当大臣は、「宮内庁長官は他の行政庁とはやや性格の違うところもある」と述べ、羽毛田の対応に一定の理解を示した[31]。
- 2009年12月17日、武正公一外務副大臣は、「陛下が日本国民の統合の象徴である立場で（行うので）、公的行為にあたる」と記者会見で述べ、内閣の助言と承認が必要となる国事行為ではないことを明らかにした[38]。
- 2009年12月17日、福島瑞穂内閣府特命担当大臣（社会民主党党首）は、「きっちり反省材料にして今後はルールを守り、尊重していくべきだ」と述べた[39]。
- 2009年12月18日、岡田克也外務大臣は、「国事行為は憲法に規定されたものなので、国事行為ではない。公的行為というのが普通の解釈だ」と記者会見で述べた[40]。

### 小沢民主党幹事長の対応

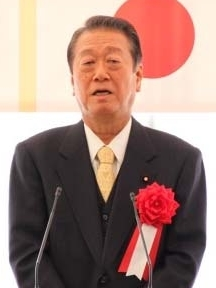
小沢一郎民主党幹事長

- 2009年12月14日、小沢は記者会見で、「内閣の一部局の一役人が内閣の方針についてどうこういうなら、辞表を提出してからいうべきだ」と羽毛田宮内庁長官を批判した[41]。また、「30日ルールって誰が作ったのか。法律で決まっているわけでもない。国事行為は『内閣の助言と承認』で行われるのが憲法の本旨で、それを政治利用といったら陛下は何もできない」「陛下の体調がすぐれないなら優位性の低い（他の）行事はお休みになればいいことだ」「天皇陛下ご自身に聞いてみたら、手違いで遅れたかもしれないが会いましょうと必ずおっしゃると思う」と述べた[42][43]。

#### 宮内庁長官の反論
- 2009年12月14日、羽毛田宮内庁長官は、「自分は官房長官の指揮命令に従うと同時に（陛下の）お務めのあり方を守る立場にある。辞めるつもりはありません」、「陛下の外国との親善は純粋なものとして成り立ってきた。そのなさりようを守るのが自分の立場。物をいうのは当然のこと」、「政治的重要性で例外を認めるというなら、（別の国を）お断りして『政治的に重要じゃないのか』といわれたらどうするのか」と述べた[44]。

#### 小沢民主党幹事長の反論
- 2009年12月17日、小沢一郎民主党幹事長は、「あいつこそどうかしている。天皇の権威をカサにきている」と羽毛田宮内庁長官の言動について述べた[45]。
- 2009年12月21日、小沢は民主党本部での記者会見で、「憲法で規定している国事行為にはそのものはありません」と発言を一部変更したが、「しかし、その憲法の理念と考え方は天皇陛下の行動は内閣の助言と承認によって、行われる、おこなわれなきゃならないという基本的考え方は、天皇陛下にはまったくのプライベートちゅうのはないに等しいわけですから、日本国の象徴、日本国民統合の象徴というお立場にあるわけだから」「憲法との理念と考え方は、天皇陛下の行動は内閣の助言と承認によって、その意を受けて行われなければならない」「天皇陛下にお伺いすれば、（特例会見を）喜んでやってくださるものと私は思っております」と述べた[46][47]。同日、テレビ東京に出演して、「羽毛田某という宮内庁長官が、政府がこういう判断だと言っているのに、一部局の役人が、会見まで開いて悪態をつく。とんでもない話だ。頭にきた、僕は」「丁寧に答えたつもりだが、あまりにも（マスコミが）無知でびっくりした」と宮内庁長官とマスコミを批判した[48]。

### 与党内の反応
- 2009年12月12日、福山哲郎外務副大臣がテレビ番組『みのもんたのサタデーずばっと』に出演し、天皇特例会見について公明党の高木陽介議員の「小沢一郎が今、中国に行っている。140人の民主党国会議員が一人一人、胡錦濤主席と握手した。そのおかえしなのか？という見方も出てくる」との発言に対し、福山は外務副大臣の立場から「そんなことはない。ただ中国側から強い要請があった。日中関係はこれからの日本外交の中でも重要だという判断で、陛下にお願いをしたというのが実態のところ」と答えた。
- 2009年12月13日、テレビ朝日『サンデープロジェクト』にて[49]、渡辺周総務副大臣は、「天皇陛下の政治利用と思われるようなことを要請したのは誠に遺憾だ」、「今からでもやめていいなら、やめた方がいい。国の大小、経済力、政治力の大きさで優劣をつけることは絶対あってはいけない」と述べた[6][10][21]。社民党の阿部知子政審会長は「特例でも認めてはならない」と述べた[10][21]。国民新党の亀井亜紀子幹事長代理は「（政治利用への懸念を示した）羽毛田信吾宮内庁長官の話はもっともだ」と述べた[10][21]。
- 渡部恒三元衆議院副議長（前民主党最高顧問）は「政治主導は天皇陛下の問題では全く関係ない。これは日本の国体に関する問題で、慎まなければならない[50]」「太平洋戦争の歴史を考えれば、政治家はどんなことがあっても天皇陛下を自分たちの都合のいいことに利用するなんてことは考えてはいけない」と述べ、会見を宮内庁に要請した鳩山首相や、仲介したとされる小沢幹事長の対応を批判した[51]。

### 野党の反応

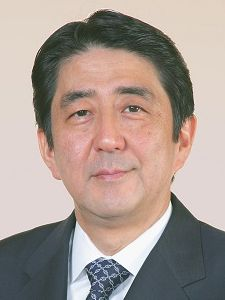
安倍晋三元首相

- 安倍晋三元首相は、2009年12月12日、歴代自民党政権は「1ヶ月ルール」を厳守してきたとして、「（会見を要請してきた中には）日本にとって重要な要人もいたが、例外なく断ってきた。陛下のご日程に政治的、外交的思惑を入れてはいけないと自制してきた」「胡錦濤国家主席の小沢一郎幹事長訪中団に対する異例の大歓待を引き出すための約束だったからではないか」などと批判した[52]。12月14日には、「民主党の小沢一郎幹事長、鳩山由紀夫首相が国益ではなく自分たちのために今まで守ってきたルールを破った。天皇陛下を政治利用したと断じざるを得ない。今からでも遅くないので、中国側に取り下げてもらうよう要請すべきだ」と鳩山政権の対応を批判した[12][21][53][54]。
- 2009年12月12日、石破茂自由民主党政調会長は、「大国にも小国にも同じように接するというのが日本の皇室のあり方だった。首相、官房長官、小沢氏の意思が働いたとすれば、正しいやり方ではない。外交は皇室を利用しながらやるものではない」と批判した[28]。
- 2009年12月12日、高木陽介公明党幹事長代理は、「日中関係は大切だが、国の大小にかかわらず（扱いに差をつけない）というルールだから、守るべきだった。小沢幹事長が中国に行って胡錦濤主席と会った。お返しなのかなといううがった見方をする流れも出てくる」と批判した[55]。
- 2009年12月13日、谷垣禎一自由民主党総裁は、「この政権は権力の行使について抑制の感覚を持っているのか。特に、憲法の運用の中でも天皇と政治の関係は極めてデリケートなものだ。いまさらいうことでもないが、天皇の国事行為は極めて限定されている。日本の政治のデリケートな部分に対して権力をどう行使するかという方向感がめちゃくちゃだ」と批判した[12][31]。
- 2009年12月14日、日本共産党の志位和夫委員長は記者会見で、「一定のルールがあったようなので、丁寧な対応がのぞましい」と述べた[56]。12月15日には、記者会見で「こういう国事行為以外の天皇の公的行為については、政治的性格を与えてはならないというのが憲法のさだめるところなのです。」「日本政府がその問題に関与することによって政治的性格を与えてしまった。」「外国賓客と天皇との会見は国事行為ではない。小沢さんこそ憲法をよく読むべきだ」と批判した[57][58]。
- 公明党の山口那津男代表は、2009年12月15日、1ヶ月ルールに「慎重な配慮が必要」との考えを示した[59]。12月17日には、今回の天皇特例会見について「政治利用とは判断していない」という見解を述べた[60]。
- 無所属の平沼赳夫元経済産業大臣は、真・保守政策研究会（平沼は同会の最高顧問）や日本会議国会議員懇談会の会長として「会見を中止すべき[61]」「小沢氏の強権で認めたことが明らかになってきた。国民各界各層が反対を表明しないといけない[62]」と民主党政権を批判し、天皇陛下の訪韓にも反対するとした[63][64]。

### マスメディアの報道
- 『産経新聞』は、2009年12月11日、「“政治主導”という名のもとによる“天皇陛下の政治利用”である[25]」、「1ヶ月ルールにはご接見される陛下ご自身にも準備が必要だという理由もある。悪しき先例になりかねない」と批判した[25]。12月12日には、鳩山が、「諸外国と日本との関係をより好転させるため。政治利用という言葉は当たらない」と述べたことに対して、「その発想自体が皇室の国際親善を理解していないことの証左である」と批判した[65]。12月16日には、中国の指導者人事について、過去に林彪元国防相・王洪文元党副主席などが後継者と目されながら失脚した例を挙げて、「最後に逆転することも珍しくない」とした上で、2009年9月の中国共産党中央委員会総会で、習近平の中央軍事委員会副主席選出人事が見送られたことについて、香港メディアが「後継者レースが一気に不透明となった」報じたことを挙げて、「メンツをかけて天皇陛下との会見を実現させることで、『後継者はやはり習氏』との印象を植え付け、ライバルたちに『権威の違い』をみせつける狙いがあったとみられる」と論評した[66]。12月23日には、小沢幹事長の一連の発言に対して「天皇の行為がすべて内閣の助言と承認に基づいているわけではない」「天皇のご意思を勝手に忖度し、それを鳩山内閣の擁護に利用する発言も不見識である」「天皇が反論されないことを承知して意図的な政治利用を図っていないか」と批判した[67]。
- 『毎日新聞』は、鳩山の意を受けた平野内閣官房長官から「日中関係の重要性にかんがみ、ぜひお願いする」と宮内庁長官に要請したことを挙げて、「天皇の政治利用とも受け取られかねない」と批判した[7]。
- 『西日本新聞』は、鳩山の指示の背景には小沢民主党幹事長の強い働き掛けがあり、小沢の訪中によって中国との蜜月関係を誇示したとして、「“天皇の政治利用”という疑念さえ生んでおり、宮内庁の訴えを聞くべきであり、厳守されてきたルールは過去の“政治利用”による苦い教訓をもとにしたものであるので踏み外すべきではない」などと批判した[4]。
- 『読売新聞』は、「天皇陛下が時の政権に利用されたと疑念が持たれるようなことは厳に慎むべきであり、その基本を現政権はわかっていないのではないか」と批判した[11]。
- 『信濃毎日新聞』は、「鳩山由紀夫首相は、事柄の難しさをどこまで分かって判断したのか、首をかしげざるを得ない」と鳩山の判断を批判。「一つ特例を認めてしまえば、ほかの国もこれを前例として会見を求めてくるだろう。政府はどう説明するのか」と疑問を呈した[68]。
- 『中日新聞』は、「習氏との会見は日中親善に有意義だろう」としながらも、「政治利用との疑念が持たれるようなことは厳に慎むべきだった」と批判、「未熟な政治」は許されないと指摘した[69]。
- 『朝日新聞』は、「天皇と内閣の微妙な関係に深く思いを致した上での判断にはみえない。国事に関する天皇の行為は内閣が決めるからといって、政権の都合で自由にしていいわけがない」「日中関係が重要だというなら、もっと早く手を打つこともできたはずだ」「鳩山政権にも民主党にも不慣れはあろうが、天皇の権能についての憲法の規定を軽んじてはいけない」などと批判した[70]。12月17日には「宮内庁や内閣法制局はその役割として、憲法との整合性に気を配ってきた専門家だ。その意見にはまずは耳を傾ける謙虚さと冷静さがあって当然だ。政治主導だからと、これまでの積み重ねを無視して好きに憲法解釈をできるわけではない。まして高圧的な物言いで官僚を萎縮させ、黙らせるのは論外だ。はき違えてはいけない」と批判した[71]。
- テレビ朝日『報道ステーション』は、2009年12月15日、小沢一郎が記者会見で述べた「陛下ご自身に聞いてみたら、手違いで遅れたかもしれないが会いましょうと必ずおっしゃると思う」との発言が政治利用ではないかと報じた[72]。
- 『徳島新聞』は、「鳩山首相の失点は免れそうにない」と批判した[73]。
- 『沖縄タイムス』「外国要人との会見は、国事行為ではない。内閣の責任の下でなされ政治的な性質を持たない「公的行為」とされる。」「友好親善のための「公的行為」が「政治化」してしまった」などと批判した[74]。

#### 日本国外における報道
- 中国国営の国際先駆導報は、「鳩山首相が中国のために、天皇陛下に“慣例を破る”よう強く勧めた」「宮内庁が主張する慣例も、鳩山改革の対象の一つである」と報じた[75]。
- 中国共産党機関紙人民日報は、「鳩山政権になって、日中関係は確実に良い方向に転じた」と報じた[75]。
- チャイナデイリーは、「日本の何人かの政治家が自分たちのために問題化させている」「天皇との会見が政治利用だという非難は悪意である」などとした劉江永清華大学教授の見解を報じた[76]。
- アメリカのAP通信は「鳩山首相が権力を利用して天皇と中国副主席を会見させることによって政治を皇居に導入した」と報じた[77]。また、前月に行われたバラク・オバマアメリカ大統領の天皇への会見では慎重に計画されて政治色を避けたと報じた[77]。この記事は『ニューヨーク・タイムズ』にも掲載された[77]。
- イギリスのロイターは連立与党内から批判が出ていることについて報じた[6]。
- オーストラリアの『オーストラリアン』は、「鳩山首相は明らかに中国の度重なる要請にもとづいて会見を強制したが宮内庁は強烈に反対した」と報じた[78]。
- フランスのフランス通信社は慣行を破っての会見実現に対して日本国内で批判があがっていることを伝えた[79]。インドの『ヒンドゥスタンタイムズ』にも配信された[80]。
- サーチナによれば、香港の鳳凰衛視は、「核心の人物は天皇でもなければ、中国の習副主席でもない。民主党の小沢一郎幹事長だ」と報じ、同報道では「漢の皇帝をいただきながら自分の思う通りに諸策を実行した曹操に例えた」と報じている[81]。
- 韓国の『中央日報』は、日本で特例会見についての論議が起きていることを報じるとともに[82]、「露骨な親中政策を見せている日本の鳩山政府と米国の不協和音はさらに高まる見込みだ」と報じた[3]。
- 韓国の『朝鮮日報』は「特別扱い」に批判が出ていることを報道し、「天皇の政治的地位をめぐる本格的な論争が広がっている」と報じた[83]。

### 諸外国の反応
- 2009年12月15日、訪日していた台湾の蔡英文民進党主席は、背景には中国政府の強引な要求があったとの見方を示した。さらに、このような強引な姿勢は「今後もアジアの周辺国に対して繰り返されるだろう」と中国側に対して批判を行った[84]。
- 韓国の『中央日報』は「日本政府は習近平国家副主席を国家元首級で迎えた」と報じた[3]。2009年12月16日、習国家副主席が次の訪問地である韓国を訪問した際には、韓国政府は習の中国共産党における権力序列を考慮して首相級の礼遇を行った[3][85]。
- 2009年12月19日、カンボジア政府は、習が訪れる前日に、カンボジアで難民申請していたウイグル人20名を国外追放すると発表する[86]。

### 民間などの反応
- 旧皇族竹田家出身で慶應義塾大学憲法学講師の竹田恒泰は、「諸外国との関係を好転させること自体が外交であり、天皇の政治利用にほかならない」として憲法原理に反すると指摘し、「今回規定に反して中国のみを特別扱いすれば、皇室が長年積み上げてきた国際親善のあり方は根底から覆る」、「日本国民の対中国感情は極度に悪化することは必至で、むしろ日中友好に水を差すに違いない」と会見の実施を批判した。また、「来年1月以降に日程を組み直せばよかった」と述べている[87]。
- ジョージ・ブッシュ政権で国防副次官（アジア・太平洋担当）を務めたリチャード・ローレスは、『産経新聞』のインタビューに対し「民主党の小沢一郎幹事長の訪中、天皇陛下と訪日した中国の習近平国家副主席との会見をめぐる動きをみていると、日本が中国と従属関係にあると行動で示しているかのように思える。自らアジアの中心から外れ、中国の優越性を認めているかのようだ」と評した[88]。
- 山内昌之東京大学教授は、「政治の恣意性で象徴天皇制の根幹が崩れかねない。その危険に政府首脳らの危機感がうかがわれないことが憂慮される」と批判した[89]。
- 大原康男國學院大學教授は、「卑屈な政治的配慮」、「小沢氏は国事行為をよく理解せずに質問者を恫喝（どうかつ）しているようだ。天皇は政権のいうことを聞けばいいと言っているようにも聞こえる。いずれにしろ不勉強であり、政治利用そのものの発言だ」[90][91]。
- 高橋紘静岡福祉大学教授は、小沢一郎の「天皇陛下のお体が優れないなら、優位性の低い行事はお休みになればいい」との発言に対しては、「順番付けを行うもので、まさしく政治利用だ」と指摘した[92]。
- 佐々淳行元内閣安全保障室長は、「小沢氏の国事行為の理解には不勉強による誤りがある」とし、憲法7条の国事行為には要人との会見は明記されていないことを指摘[93]した上で、「最も妥当性を欠くのは『天皇の体調がすぐれないなら優位性の低い行事はお休みになればよい』という発言である」と指摘[94]、小沢が12月14日に行なった記者会見については「いい気分で凱旋した日本で小役人が反抗したことへの怒りの表れ」と評した[95]。
- 永井憲一法政大学名誉教授は、「憲法7条には外国の大使、公使を接受することが国事行為として明記されており、外国の要人との会見を内閣が要請し天皇陛下が認めたならば問題はない」との認識を語った[92]。
- 歴史学者の秦郁彦は、「1ヶ月ルールの背景には天皇陛下の健康問題もある。小沢幹事長の『優位性の低い行事はお休みになればいい』との発言には、敬意が全く感じられない」と批判した[96][97]。
- 藤原正彦お茶の水女子大学名誉教授は、「小沢幹事長は衆院選で圧勝したので、何をしても『民意』で通ると思っているが、間違い」と指摘した[96]。
- 百地章日本大学教授は、「陛下を政治的に利用した印象が否めない。中国だけ認めたのは悪い先例になり、ルールが崩壊する危険性もある」と批判した[7]。
- 横田耕一流通経済大学教授は、「強い政治性を持つ行為に天皇を利用することは望ましくない」としながらも、「最終的な決定権は内閣にある」と述べ、「1ヵ月ルール」については「内規だから内閣は尊重しなければいけないが、縛られることはない。宮内庁に振り回されるのはおかしい」と述べた[7]。
- 石原慎太郎東京都知事は、東京都議会本会議終了後の2009年12月16日に「天皇陛下の健康は非常に大事で心配」と述べた上で、「宮内庁が決めた規格で国の行事を仕切っている」と指摘し、「（天皇陛下が）ご健康ならば、お会いいただいてよかった」「宮内庁が皇室の行事を仕切ることで自分の権威を持たそうとするのは、ちゃんちゃらおかしいと思うね」と宮内庁側の対応を批判した[98][99]。
- 渡辺恒雄読売新聞グループ本社会長は、2009年12月19日に出演したテレビ番組で、1ヶ月ルールについて、「官僚的なバカバカしいルール作り。弊習、陋習だ」と批判した[100]。
- 中曽根康弘元首相は、2009年12月24日に記者との懇談の中で、今回の天皇特例会見について「（政府は）慎重に処理してきたと思う。あの程度の時間的ズレは（30日ルールの）原則の枠内のことなので、認めていい」と述べた。自らが官邸に天皇特例会見を要請した点については、「ノーコメント」として答えなかった[101]。
- 国際問題評論家の山岡清二は、「天皇はもともと政治的な存在であり、神聖化するよりは、日本の政府のために働いてもらうことは正しい」と述べ、羽毛田宮内庁長官の発言については、「意図的に次元の違う議論に持っていこうとしている」「天皇の政治利用をアピールして内閣に対抗するのは憲法違反であり、国益を台無しにする行為」と批判した[102]。
- 『読売新聞』や『産経新聞』によれば、宮内庁には電話や電子メールが1000件以上届いたが、羽毛田長官を支持する声が多数であったという[96][97]。
- FNNが行った街中でのアンケートでは、100人中69人が宮内庁、31人が小沢一郎に軍配を上げた[103]。
- FNNは、関係者の話として民主党本部に苦情の電話が殺到していると報じた[104]。『産経新聞』は、民主党関係者の話として、12月16日だけで約2000通のメールが届き、電話はパンク状態となり、内容は小沢や鳩山への反発などが目立っていると報じた[105]。
- 2009年12月18〜19日に『読売新聞』が実施した世論調査によれば、今回の天皇特例会見を「問題ない」とする者47%、「問題だ」とする者44%であった。一方、小沢幹事長が宮内庁長官を批判したことについては76%が「適切だとは思わない」と回答した[106]。
- 『産経新聞』は、2010年の一般参賀で、参賀者が帰り際に宮内庁庁舎に向かって「羽毛田長官頑張って」と大声で叫ぶ場面があったと報じた[107]。

### 民主党・習国家副主席への抗議行動
- 2009年12月12日、市民や議員、在日ウイグル人が民主党本部前などで抗議デモを行った[1]。
- 2009年12月14日、日本ウイグル協会が外国人記者クラブで、「習近平中国国家副主席来日に際しての声明文」「鳩山内閣総理大臣に向けた要望書」を発表[108]。
- 2009年12月15日、市民や議員、在日ウイグル人が「天皇陛下会見強行反対」などとして、習国家副主席訪日に対する抗議デモを東京丸の内など習の訪問先や民主党本部前などで行なった[109][110][111]。同日、大手町の経団連会館前で抗議活動を行っていた男性が公務執行妨害容疑で逮捕された[112]。
- 2009年12月21日、日本会議と日本会議国会議員懇談会は民主党への責任追及を決議し、市民とともに民主党本部前などで抗議を行った[113][114]。

### 自由民主党の対応

#### 天皇陛下の政治利用検証緊急特命委員会

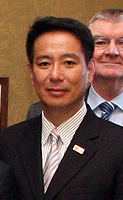
前原誠司国土交通相

2009年12月16日、自民党は天皇特例会見が開かれた経緯を検証する「天皇陛下の政治利用検証緊急特命委員会」（委員長は石破茂前農水相）を発足させた。
- 12月16日の委員会では、前原誠司国土交通大臣の「元首相、自民党の方から要請が首相官邸に届いたということで、我々がルールを曲げたということではないと聞いている」発言[36]については、平野博文官房長官から「1ヶ月ルール」を中曽根康弘元首相に説明するよう指示された外務省の垂秀夫中国・モンゴル課長が2009年12月7日前後に中曽根元首相と面会し、「1ヶ月ルール」を説したところ、中曽根は「了解した」と返答し、ルールを曲げることはなかったことが調査によって明らかになったとした[24][33]。西田昌司議員は偽メール（永田メール問題）と同じであると批判した[33]。
- 12月17日の委員会では、大原康男國學院大學教授は、「習副主席は、胡錦濤国家主席の後継者といわれながらも、まだ確立されていない。ある種の有能な政治的実績を与えるという効果があったことは間違いない」と述べている[115]。百地章日本大学教授は、国事行為でなく公的行為であったとし、「宮内庁が皇室をお守りし、政治的中立性を確保するために毅然とした態度を取るのは当然」であると述べた[115]。議員からは「閉会中審査を行い、内閣総辞職を求めていくべき」との意見が出された[115]。

#### 真・保守政策研究会
自由民主党議員が中心となって構成する（元自民党議員で現在たちあがれ日本党議員（平沼赳夫元経産相）も参加している）真・保守政策研究会は、日本会議国会議員懇談会（会長は平沼赳夫元経産相）と神道政治連盟国会議員懇談会（会長は安倍晋三元首相）と共に、鳩山内閣の総辞職および天皇と習近平の会見中止を求める決議文をまとめた。

#### 自由民主党見解
2009年12月18日、自由民主党として「鳩山内閣・民主党の憲法認識を欠いた政治判断を厳しく糾弾する」との見解を発表した。
- このたびの引見は「政治的に意味を持つ行為、政治的な影響を持つ行為」にあたるので、それを指示した鳩山総理の判断は「天皇陛下の政治利用」である[117]
- 中曽根元首相は1ヶ月ルールを了承したにもかかわらず、前原誠司国土交通大臣は歪曲して自由民主党に責任を転嫁し名誉棄損したとして釈明を求める[117]

## 「政治利用」とされている過去の事例

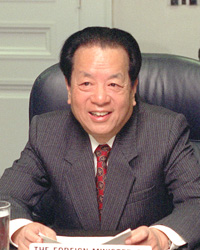
銭其琛元中国外相

- 1973年、田中角栄内閣の増原惠吉防衛庁長官が内奏時に賜った昭和天皇のおことばを漏らし、政治利用であると批判され辞任に追い込まれた（増原内奏問題）[118]。
- 1992年、宮沢内閣は天安門事件によって国際的な制裁を受け、国家イメージを悪化させていた中国から天皇・皇后の訪中を繰り返し要請され、これに応じている。銭其琛元外相が「西側の制裁を打ち破る最も適切な突破口になった」と回想録で明らかにしたことから、『産経新聞』は「訪中が中国に政治利用された」、『読売新聞』は「中国は日本の皇室の「政治的価値」を熟知している」との見解を示した[25][119]。
- 2009年10月9日、鳩山由紀夫首相が韓国で開かれた日韓首脳会談後の共同記者会見で、韓国が要望する天皇訪韓について、「私は天皇陛下ご自身もその思いを強く持っておられると理解している」と発言したが、「天皇が反論されないことを承知して意図的な政治利用を図っていないか」との批判がなされている[67][120]。
- 2009年10月23日、岡田克也外務大臣は、国会開会式での天皇のおことばについて、「陛下の思いが少しは入った言葉がいただけるような工夫を考えてほしい」と発言したが、鳩山首相が「陛下のお気持ちを推し量ることはできない。コメントすべきでなかった」と批判した[121]ほか、「天皇陛下のお言葉は慎重に考えられるべきだ。政治利用が起きたらまずい[122]」、「天皇陛下の政治的中立を考えれば、お言葉のスタイルについて軽々に言うべきではない。極めて不適切だ[123][124]」、「行き過ぎた発言だ。民主党のおごりを感じる[125]」など与野党から批判が相次ぎ、『産経新聞』も社説「主張」にて岡田の発言を非難した[124]。羽毛田信吾宮内庁長官は、「国政の場における陛下のお言葉には一定の制約がある」との見解を示した上で、「陛下の国会開会式でのお言葉は国事行為に準じた位置付けであり、閣議で決定される」と指摘し、一義的には内閣で議論すべきとの考えも示した[126]。
- 習副主席の妻で人民解放軍少将の歌手である彭麗媛が11月に東京・学習院大で公演した際にも、皇太子が私的に会場を訪れて鑑賞し、言葉を交したという。『読売新聞』は、『中国にとって天皇との外交は「政治」そのものであり、中国は今回様々な手を打って準備した』と報じた[127]。

## 「1ヶ月ルール」
宮内庁と外務省の間では、各国要人が天皇との会見を希望する場合には、天皇の日程調整を円滑に進める目的で、当日の1ヶ月前までに文書で申請するように取決めがなされており、これを「1ヶ月ルール」または「30日ルール」と呼称している。
「1ヶ月ルール」は、1995年に鳩山由紀夫が新党さきがけ代表幹事時代であった自社さ連立政権のときに、宮内庁法第2条に基づき、宮内庁式部官長より外務省儀典長への要請願いとして、同年3月13日、宮内式発第403号として文書化されたが守られないことがあったため、2004年に天皇明仁が腫瘍摘出手術を受けてからは健康上の理由からも厳格に適用されるよう再度、宮内庁式部官長より外務省儀典長へ、同年2月3日、宮内式部発第127号として文書にて依頼され、以後、国の大小や政治的重要性などにかかわらず厳守されるようになった。また、日本の在外大使館や各国の在日大使館にも「厳守」が通知された。2009年11月14日に行われたバラク・オバマアメリカ合衆国大統領の会見に際しても遵守された。
「1ヵ月ルール」が厳格化された2004年2月以降の天皇との会見希望件数は年間30～60件で推移し、2009年12月現在まで250件に達している。宮内庁は2009年12月15日、首相官邸からの求めに応じ、希望国からの申請が会見希望日の何日前におこなわれたかについて調査を開始した。
2010年2月15日、平野博文官房長官は衆議院予算委員会にて、「2003年以降、『1ヶ月ルール』に合致しなかった例が6件ある」と答弁した。
一方、宮内庁側は1995年にルールが作成されて以降、「1ヶ月ルール」に合致しなかった申請が習近平中国副主席以外に計22件あったとしながらも、天皇の体調などを考慮して外務省に「1ヶ月ルール」を厳格に守るよう要請した2004年2月以降は、1件（後述）のみであると説明している。

### 2005年の特例会見
2005年2月16日に行われた天皇とタイ王国上院議長との会見の申し込みは、「1ヶ月ルール」に1日不足している状況で行われた。この時は、スマトラ島沖地震および地震による津波のため、タイ国内に大混乱が生じていた。申し込み時点で謁見予定日まで1ヶ月を割っていたが、タイ国内の混乱状況を鑑みて、例外的に許可を出したとされている。

## 天皇の公的行為についての政府見解
2010年2月25日、政府（鳩山由紀夫内閣）は外国要人との会見など、天皇の公的行為に関して鳩山内閣がまとめた統一見解を公表した。これは、2010年1月21日の衆議院予算委員会での自民党谷垣禎一総裁の質問を受け、民主党鹿野道彦予算委員長が公的行為に対する統一見解を出すように要請し、平野博文官房長官が政府見解を出すと表明していたものである。
この政府見解では、天皇陛下の「公的行為」の範囲について、公的行為に当たるか否は「統一的なルールを設けることは現実的ではない」として、個々の事例に則して判断するとの見解を示した。また、公的行為の責任は内閣が負うと指摘。これまでの国会答弁で第一義的に宮内庁が責任を負うとしてきたことには触れなかった。そして、公的行為に関する統一的な見解は困難として、天皇陛下の政治利用を防ぐルールは示さなかった。統一見解は以下の通り

### 政府見解への意見
平野博文官房長官が、2010年2月25日に公表した統一見解に関し、記者会見で「本来、憲法で言っている概念からいくと、天皇は国政に関する権能を有しないので、政治利用が存在することはあり得ない」と強調し、政治利用の論議自体を否定したことに対し自由民主党や日本共産党が反発、一方、民主党からは擁護論が出た。

#### 自由民主党からの批判
- 谷垣禎一（自由民主党総裁）「象徴天皇のデリケートさに全く何の配慮もない、政治的英知を欠いた見解だ。その都度その都度便宜的に判断すればいいという答えだが、憲法のイロハも心得ない噴飯物の解釈だ[140][141]」

- 石破茂（自由民主党政務調査会長）「（公的行為の）ルールはいらないというなら、憲法の趣旨や陛下の立場を無視した考えられない見解だ[140]」

#### 日本共産党からの批判
- 志位和夫（日本共産党委員長）「天皇の政治的利用への歯止めがあいまいだ。公的行為には、『天皇は政治的権能を有しない』との原則を厳密に貫く必要があるが、見解は極めて不十分[142]」

#### 民主党からの意見
- 枝野幸男（行政刷新担当大臣）（鳩山由紀夫内閣で法令解釈を担当）「（平野博文官房長官が発表した「統一的なルールは現実的ではない」との政府見解について）政治利用という誤解を招かないよう最大限の配慮をする以外に、共通で言えることはあり得ない。見解は違和感なく受け入れている」「政治が陛下の公的行為を決定できるわけではないから、そういう意味では（政治）利用はあり得ない」ただ、「政治利用という疑義を持たれることはあってはならない」[143]